# Championnat de France de basket-ball 1942-1943
Navigation
Saison précédente Saison suivante
La saison 1942-1943 du championnat de France de basket-ball Excellence est la 21e édition du championnat de France masculin de basket-ball.
Le FC Grenoble remporte le championnat.

## Présentation
La saison s’ouvre dans un contexte politique tendu.
Le format de compétition est une compétition inter-clubs par zones.
On parle de zone nord et de zone sud avec des finales inter-zones disputées courant mai suivi d'une grande finale.

## Phase finale

### Championnat Zone Sud
Demi-finale
- Olympique d'Antibes 30 – 22 AS Monaco
- FC Grenoble 43 – 26 AS Montferrand

Finale
- FC Grenoble 38 – 20 Olympique d'Antibes

### Championnat Zone Nord
Finale
- US Métro 42 – 21 Olympique Lillois

### Finale du championnat
| Date de la finale | Vainqueur   | Score                  | Finaliste | Lieu de la finale                |
| ----------------- | ----------- | ---------------------- | --------- | -------------------------------- |
| 9 mai 1943        | FC Grenoble | 26 – 19 (mt : 12 – 13) | US Métro  | Stade Pierre-de-Coubertin, Paris |